# Passage Bleu
Le Passage bleu est l'un des rares passages couverts de la commune française de Nancy. C'est une courte galerie marchande à l'architecture sobre de l'entre-deux-guerres dont les vitrines sont surmontées d'anciens ateliers de confection.

## Situation et accès

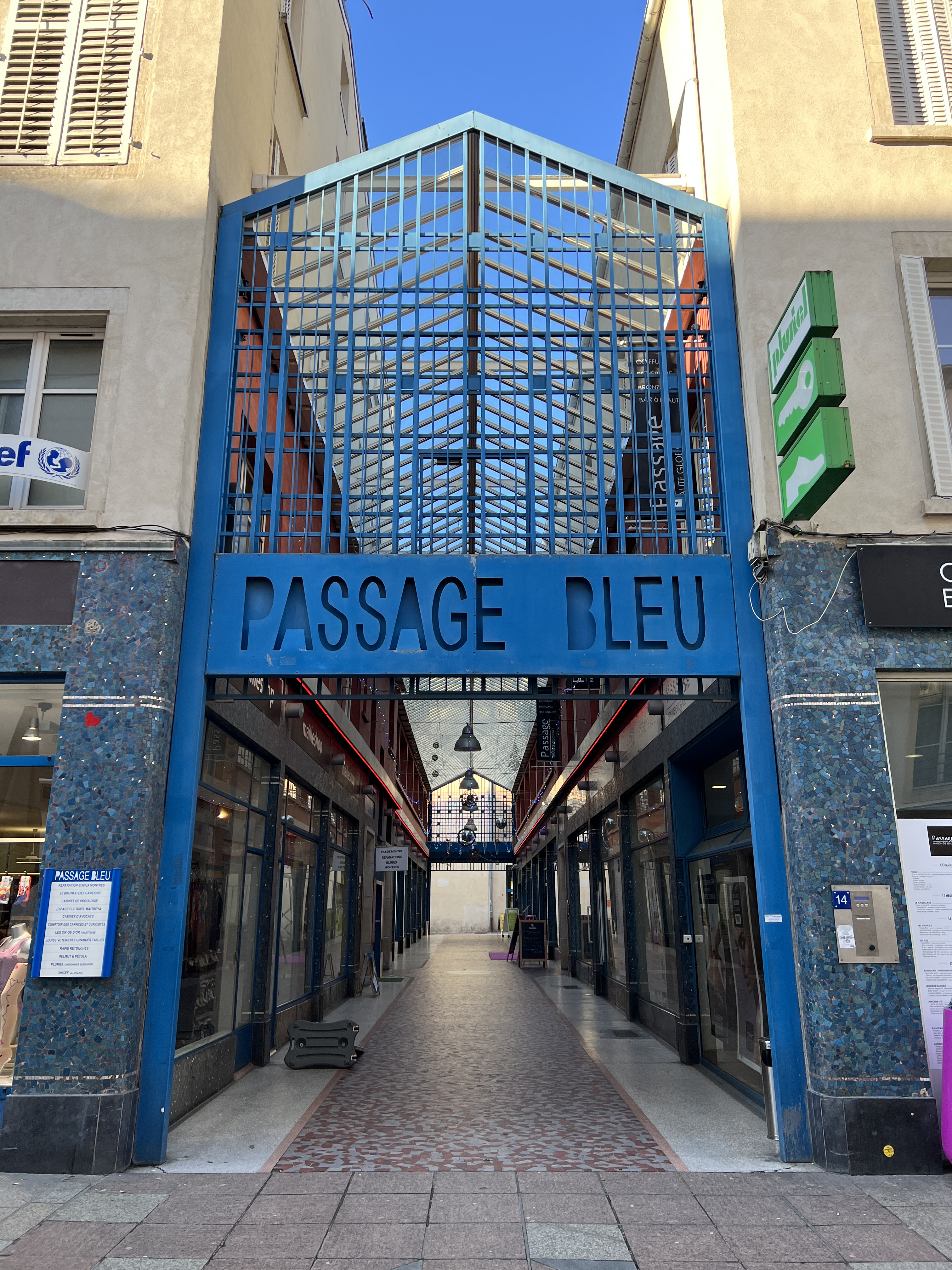
Entrée du Passage bleu située rue Notre-Dame.

Le Passage bleu se situe dans la Ville-neuve, et appartient administrativement au quartier Charles III - Centre-Ville. Il assure le passage de la rue Notre-Dame à la rue Clodion, parallèlement aux rues Saint-Jean et Saint-Thiébaut.

## Historique
La galerie de la rue Notre-Dame a été construite en 1932 sur les plans de l'architecte Émile André, connu pour avoir fait partie du mouvement de l'École de Nancy, et par ses fils Jacques et Michel.
L'idée initiale de l'architecte était de faire une galerie privée destinée aux métiers de l'artisanat dont les ateliers étaient situés juste au-dessus des boutiques. Rapidement la galerie prit le nom de sa couleur dominante, qu'il s'agisse de ses grilles, de l'étage peint ou des mosaïques de la faïencerie Saint Jean l'Aigle en camaïeux de bleu et or encadrant les vitrines des différents magasins ainsi que les sols.
Bénéficiant à ses débuts de l'intérêt de la nouveauté, il est resté à l'écart des trajets commerciaux et pâtit de nos jours de la proximité du centre commercial Saint Sébastien.
Le projet devait être prolongé au-delà de la rue Clodion, jusqu'à la rue Léopold-Lallement, sous le nom de Passage jaune, mais il n'a jamais vu le jour.

## Bâtiments remarquables et lieux de mémoire

### Description
La galerie est d'une sobriété propre aux années 1930, aux lignes épurées, dont les uniques éléments décoratifs sont les mosaïques ainsi que les grilles. La structure globale du passage est faite de poutrelles métalliques dues aux aciéries de Pompey, le centre du passage étant éclairé par une verrière de type zénithale.